# شوقي شفيق
شوقي شفيق (ولد في 1955 في عدن) شاعر ومترجم يمني. نشرت أعمال المؤلف في مجلة بانيبال. ألف ثمانية دواوين شعر وترجمت بعض أعماله إلى عدة لغات.
كما أنه الأمين الثقافي في اتحاد الأدباء والكتاب اليمنيين.